# Enter - Antologia Digital
Enter – Antologia Digital é uma antologia digital lançada em agosto de 2009 que reuniu o trabalho textual e audiovisual de 37 autores que, em comum, usaram a internet para divulgar seus trabalhos literários. 
Organizada pela escritora e crítica literária Heloísa Teixeira, conhecida por antologias como 26 Poetas Hoje (que, publicada em 1976, reuniu poemas de escritores da chamada Geração Mimeógrafo) e As 29 Poetas Hoje (de 2021, reunindo versos de 29 jovens poetas brasileiras), Enter se destacou por, nas palavras do jornalista Thiago Corrêa Ramos, ser "uma das primeiras iniciativas formais de registrar e problematizar as práticas da escrita sob a influência da informática e da internet no Brasil".    

No texto de apresentação, Heloísa falou sobre uma das premissas do projeto:    
Ainda que respeitando e admirando a literatura em seu sentido mais tradicional, não pude ficar imune à evidente expansão da palavra e da multiplicidade de usos e experimentações com a palavra que crescem hoje em proporção geométrica. Considerei então como matéria de exame, todas as formas de literatura praticada na web, muitas vezes excessiva e desigual, mas sempre a expressão de uma geração comprometida com a criação compartilhada, com a velocidade dos posts e com a expansão das fronteiras da palavra. Considerei a palavra escrita, a palavra contemplada, a palavra de ouvido, a palavra cantada. 
Dentro desse conceito, que buscou explorar as possibilidades de uma literatura multiplataforma, Heloísa chamou outros colaboradores (Ramon Mello, Cecília Giannetti, Bruna Beber e Omar Salomão) que a auxiliaram no trabalho de curadoria, selecionando obras de 37 autores que são também atores, músicos, cartunistas, apresentadores de TV, web designers, produtores culturais e ativistas. 
Dentre os nomes selecionados estavam autores como Alessandro Buzo, Ana Paula Maia, Carol Bensimon, Daniel Pellizzari, Fábio Moon e Gabriel Bá, Marcelino Freire, Michel Melamed, Sérgio Vaz e Simone Campos.

## Repercussão
Em coluna publicada no site do periódico português Público, a jornalista Isabel Coutinho destaca os textos e vídeos de alguns dos autores, como João Paulo Cuenca, Índigo e Marcelino Freire. Depois, cita um depoimento significativo de Heloísa, concedido a Ramon Mello, em que ela responde se existe uma literatura específica de internet. Heloísa diz que não, e explica: "Antes o poeta colocava o poema na gaveta e agora o texto vai ao público, sendo testado a todo instante."
Já Luiz Felipe Reis, do Jornal do Brasil, comentou: "A autoironia é enorme. A escrita dos blogs é muito encenada. Quem escreve sabe que está assumindo um personagem. E isso desliza. Uma cultura online que migra para a offline e vice-versa. É uma duplicidade. As pessoas vivem nesse limite, que é uma nova forma. Nem lá, nem cá. A encenação do narrador no blog contaminou a escrita. O narrador, literalmente, perdeu a inocência. Anos atrás, ele era um deus. Hoje, ele sabe que é uma versão dele mesmo."
Também no Jornal do Brasil, o poeta e ensaísta Márcio-André destacou que os pontos altos da antologia ficam por conta dos "textos impecáveis de Daniel Pellizzari e dos Sete Novos, do vídeo-poema do sempre imbatível Marcelino Freire, da tocante vídeo-leitura de Sérgio Vaz, das imagens de Fábio Moom e Gabriel Bá e dos áudios de Diana de Holanda".   